# Ivar Odnes

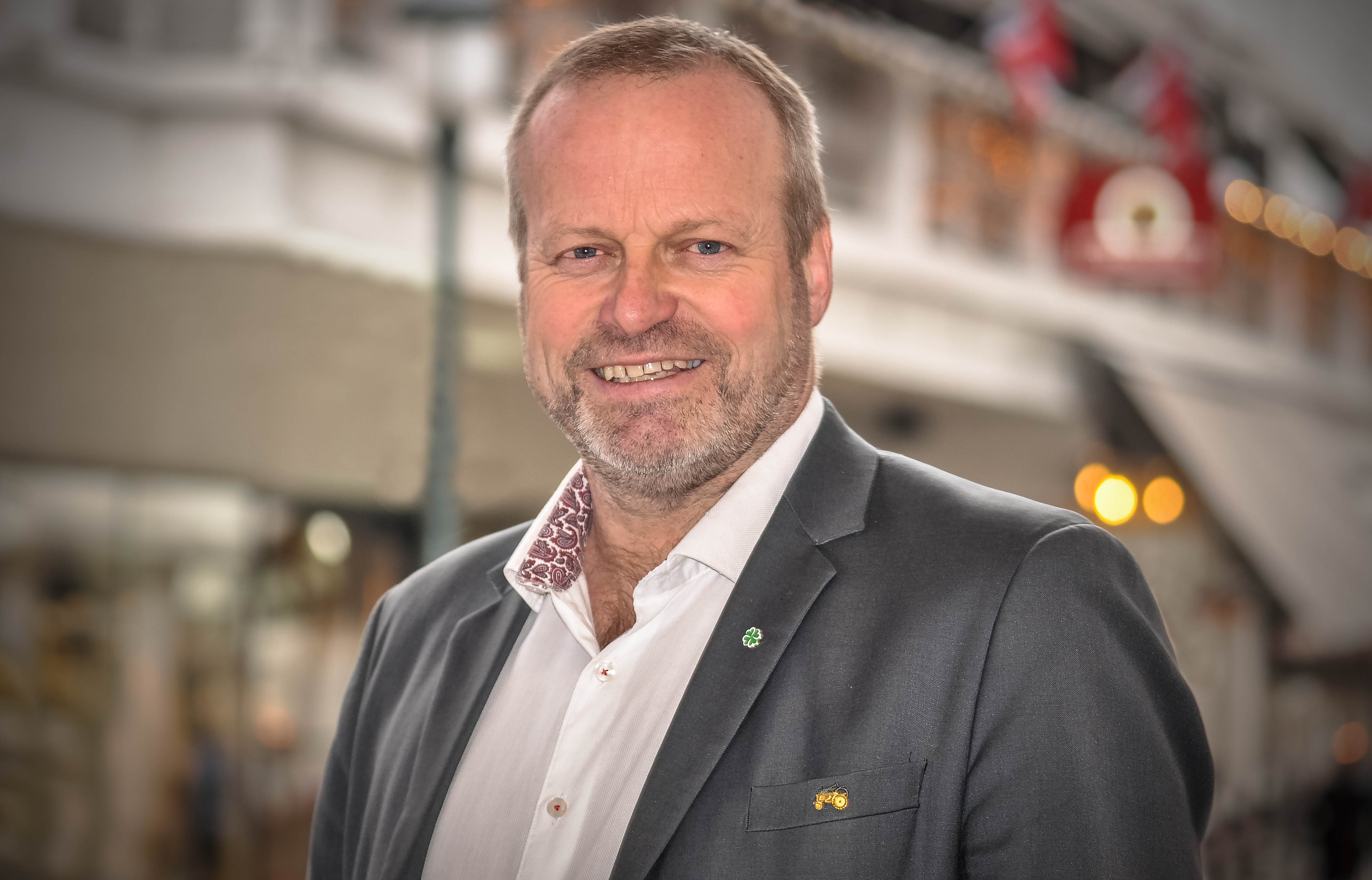
Ivar Odnes, 2017

Ivar Odnes (* 25. Mai 1963 in Lillehammer; † 5. Oktober 2018) war ein norwegischer Politiker der Senterpartiet. Er war von September 2017 bis zu seinem Tod im Oktober 2018 Abgeordneter im Storting.

## Leben
Odnes wuchs in Vågå auf und zog später nach Østre Toten um. Er arbeitete dort als Baumeister und war außerdem als Volksmusiker tätig. Odnes war in der Zeit von 2011 bis 2017 der stellvertretende Fylkesordfører, also Fylkesvaraordfører, der damaligen Provinz Oppland. Davor war er bereits ab 2003 Abgeordneter im Fylkesting von Oppland. In den Jahren 2006 bis 2014 stand er der Senterpartiet in seiner Heimatprovinz vor. Zudem war er ab 2009 als stellvertretender Vorsitzender in der Kulturorganisation Norsk Kulturarv tätig.
Bei der Parlamentswahl 2013 verpasste Odnes den Einzug in das norwegische Nationalparlament Storting, nachdem er in Oppland auf Listenplatz zwei angetreten war. Er wurde Vararepresentant, also Ersatzabgeordneter, als welcher er jedoch zu keinem längeren Einsatz kam. Bei der Wahl 2017 erreichte er schließlich als Spitzenkandidat für den Wahlkreis Oppland einen Sitz im Storting. Dort wurde er Mitglied im Transport- und Kommunikationsausschuss.
Im September 2018 gab Ivar Odnes bekannt, an Krebs erkrankt zu sein. Er verstarb kurz darauf am 5. Oktober 2018. Er hinterließ eine Frau, zwei Kinder und ein Stiefkind. Sein Mandat im Parlament übernahm der Parteikollege Bengt Fasteraune.